# John Batchelor
John David Batchelor, es un actor australiano especialmente conocido por haber interpretado a Andy Thorpe en la serie Sea Patrol.

## Biografía
John nació en Singapur, se volvió un ciudadano australiano luego de que su padre trabajara en el ejército australiano. Batchelor regresó a Australia a los dos años de edad y vivió dos años en Watsonia, Victoria. Su padre fue enviado a Port Moresby, Papúa Nueva Guinea donde vivió dos años y medio, para luego regresar a Australia. 
En 1990 se unió a la prestigiosa escuela National Institute of Dramatic Art NIDA, y se graduó en 1992 con un grado en artes escénicas (actuación).
Durante el rodaje de Sea Patrol, tuvo que volar a Sídney para ver a su hijo nacer.

## Carrera
John ha aparecido en numerosas series de televisión, en cine, teatro y radio. Entre sus participaciones en teatro se encuentran Macbeth, Oz Shorts, The Misanthrope, Wars of the Roses, West Side Story, Cyrano de Bergerac, entre otras... 
Batchelor ha aparecido como invitado en series como All Saints, Farscape, Water Rats, Stingers, Murder Call, entre otras...
En el 2003 apareció en películas como Inspector Gadget 2 y Danny Deckchair donde interpretó a Pete.
Desde el 2007 se encuentra participando en la serie Sea Patrol donde interpreta al 
Ingeniero en Jefe Andy "Charge" Thorpe.
En el 2011 se unió al elenco de la serie Underbelly: Razor donde interpretó a Wally Tomlinson, un criminal y socio de la criminal y madam Kate Leigh (Danielle Cormack) hasta el final de la serie.
El 31 de octubre de 2012 apareció como personaje recurrente en la popular y aclamada serie australiana Home and Away donde interpretó a Winston Markman, uno de los mejores amigos de Harvey Ryan (Marcus Graham) que llega a la bahía por primera vez para asistir a la boda de Harvey con Roo Stewart.

## Filmografía

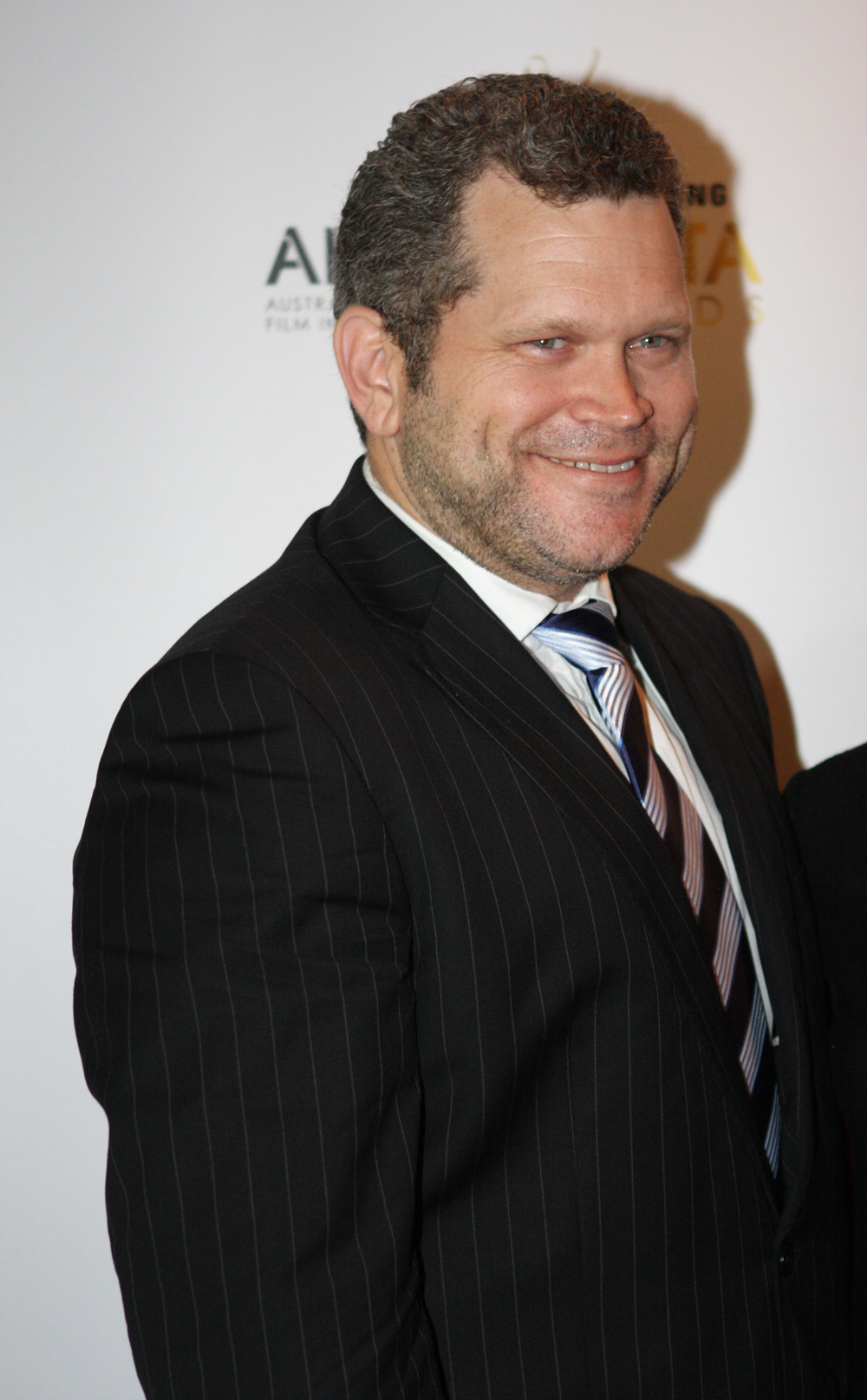
John durante los resultados de los premios AACTA.

### Series de Televisión
| Año         | Título                     | Personaje                    | Notas                           |
| ----------- | -------------------------- | ---------------------------- | ------------------------------- |
| 2016 - 2017 | The Secret Daughter        | Nick Mackay                  | 6 episodios                     |
| 2016        | Doctor Doctor              | Nathan                       | 6 episodios                     |
| 2016        | Brock                      | Larry Perkins                | episodio # 1.2 - miniserie      |
| 2015        | Australia: The Story of Us | Lang Hancock                 | episodio "Risky Business"       |
| 2015        | Wonderland                 | Ivan                         | episodio "Boundaries"           |
| 2014        | Rake                       | Oficial de Policía           | episodio #3.6                   |
| 2012, 2013  | Home and Away              | Winston Markman              | 14 episodios                    |
| 2012        | Devil's Dust               | Jack Rush, QC                | 2 episodios - miniserie         |
| 2011        | Underbelly: Razor          | Wally Tomlinson              | 13 episodios                    |
| 2007 - 2011 | Sea Patrol                 | Oficial Andy "Charge" Thorpe | 67 episodios                    |
| 2011        | Laid                       | Jefe                         | episodio # 1.4                  |
| 2009        | :30 Seconds                | Bobo                         | episodio "Good Clown Bad Clown" |
| 2002        | Bad Cop, Bad Cop           | Tío Dan                      | episodio "Here Comes the Son"   |
| 2000, 2002  | All Saints                 | Bernie Farrelly/Wayne Calder | 2 episodios                     |
| 1999, 2002  | Stingers                   | Colin Fletcher/Greg Crowley  | 2 episodios                     |
| 1998        | Farscape                   | Kcrackic                     | episodio "The Flax"             |
| 1998        | Water Rats                 | Eric Bourke                  | 2 episodios                     |
| 1998        | Murder Call                | Wayne Pax                    | episodio "Cold Comfort"         |
| 1997        | The Wayne Manifesto        | Mr. Scudamore                | episodio "Special Operations"   |
| 1995        | Fire                       | Barney                       | episodio "Evening Star"         |
| 1994        | Time Trax                  | Harry                        | episodio "Mother"               |

### Películas
| Año  | Título                 | Personaje          | Notas                                                                            |
| ---- | ---------------------- | ------------------ | -------------------------------------------------------------------------------- |
| 2012 | Huge                   | Barry Branch       | corto - junto a Robyn Moore, Magenta Bentley & Alan Bolitho                      |
| 2012 | The Great Mint Swindle | Tony Lewandowski   | junto a Grant Bowler, Todd Lasance & Josh Quong Tart                             |
| 2011 | Red Dog                | Peeto              | junto a Rachael Taylor, Josh Lucas, Luke Ford, Noah Taylor & Rohan Nichol        |
| 2009 | Franswa Sharl          | Mal Logan          | corto - junto a Jay Ryan                                                         |
| 2009 | Subdivision            | Pete               | junto a Bruce Spence, Gary Sweet, Steve Bisley, Aaron Fa'aoso & Brooke Satchwell |
| 2008 | The Tender Hook        | Ronnie             | junto a Rose Byrne & Hugo Weaving                                                |
| 2006 | Final Call             | Jim Watson         | corto                                                                            |
| 2005 | Man-Thing              | Wayne Thibadeaux   | junto a Alex O'Loughlin                                                          |
| 2005 | Splintered             | Guardia Duncan     | corto - junto a Adrian Auld, Lindsay Farris & James Caitlin                      |
| 2004 | In Too Deep            | Pescador           | corto - junto a Jared Turner & Leigh-Davis                                       |
| 2004 | Roll                   | Tiny Veneto        | junto a Marcus Graham, Mike Frencham & Tasma Walton                              |
| 2003 | Ned                    | Tendero/Klansman   | junto a Josef Ber & Michala Banas                                                |
| 2003 | Danny Deckchair        | Pete               | junto a Rhys Ifans, Miranda Otto, Anthony Phelan, Rhys Muldoon & Nadia Townsend  |
| 2003 | Inspector Gadget 2     | McKibble           | junto a French Stewart, Elaine Hendrix, Bruce Spence & Tony Martin               |
| 2000 | The Monkey's Mask      | Steve              | -                                                                                |
| 2000 | City Loop              | Mr. Maxwell        | junto a Brendan Cowell & Jessica Napier                                          |
| 2000 | The Three Stooges      | Curly Wannabe      | junto a Rachael Blake, Marton Csokas & Joel Edgerton                             |
| 2000 | Sunday                 | Todd Markel        | -                                                                                |
| 2000 | Marriage Acts          | Oficial de Policía | junto a Colin Friels, Sonia Todd, Mark Priestley & Laurence Breuls               |
| 1997 | The Tower              | Eric               | junto a Myles Pollard & Wayne Blair                                              |
| 1996 | Mr. Reliable           | Policía            | junto a Colin Friels, Barry Otto, Geoff Morrell & Jacqueline McKenzie            |
| 1994 | The Roly Poly Man      | Axel               | junto a Roy Billing, Dan Wyllie & Zoe Bertram                                    |
| 1993 | The Custodian          | Mesero             | junto a Anthony LaPaglia, Hugo Weaving & Naomi Watts                             |

### Teatro[10]
| Año  | Obra                         | Personaje              | Director         | Teatro                | Notas                                                                |
| ---- | ---------------------------- | ---------------------- | ---------------- | --------------------- | -------------------------------------------------------------------- |
| 2012 | Managing Carmen              | Rohan Swift            | Wesley Enoch     | Black Swan Theatre    | junto a Claire Lovering, Tim Dashwood y Anna McGahan                 |
| 2006 | Romeo and Juliet             | -                      | John Bell        | Drama Theatre         | junto a Linda Cropper, Matthew Edgerton y Sarah Woods                |
| 2005 | Festen                       | -                      | Gale Edwards     | Drama Theatre         | junto a Kate Mulvany, Angela Punch McGregor y Ron Haddrick           |
| 2005 | Wars of the Roses            | -                      | John Bell        | His Majesty's Theatre | junto a Robert Alexander, Julia Davis y Christopher Stollery         |
| 2004 | Twelfth Night                | -                      | David Freeman    | Orange Civic Theatre  | junto a Linda Cropper, Bille Brown y Caroline Craig                  |
| 2004 | The Underpants               | -                      | Neil Armfield    | Civic Theatre         | junto a Rebecca Massey y Matthew Whittet                             |
| 2003 | The Way of the World         | -                      | Gale Edwards     | Drama Theatre         | junto a Miriam Margolyes, Damian de Montemas y Genevieve O'Reilly    |
| 2001 | Antony and Cleopatra         | -                      | John Bell        | Playhouse Theatre     | junto a Robert Alexander, Caroline Brazier y William Zappa           |
| 2001 | Julius Caesar                | Decius Brutus/Titinius | John Bell        | Drama Theatre         | junto a John Adam, Christopher Stollery & Esther van Doornum         |
| 2000 | Troilus and Cressida         | -                      | Michael Bogdanov | Athenaeum Theatre     | junto a John Bell, Bille Brown, Peter Carroll & Christopher Stollery |
| 1999 | She Stoops to Conquer        | -                      | -                | Drama Theatre         | junto a Steve Rodgers, Simon Burke y Peter Carroll                   |
| 1998 | Criminal: The Dumb Waiter... | -                      | Michael Denkha   | Old Ftz. Theatre      | junto a Catherine Bishop, Grant Bowler & Lizzy Falkland              |
| 1997 | Oz Shorts                    | -                      | Jennifer Flowers | Cremorne Theatre      | junto a Liesel Badorrek, David Brown & Elaine Cusick                 |
| 1997 | The Misanthrope              | -                      | Ian Lawson       | -                     | junto a Sandro Colarelli, Barbara Lowing & Danny Murphy              |
| 1997 | Solitary Animals             | -                      | David Letch      | -                     | junto a Mark Constable, Kathryn Lister & Samantha Lovejoy            |
| 1997 | Sweet Phoebe                 | -                      | Lewis Jones      | La Boite Theatre      | junto a Elise Greig                                                  |
| 1997 | Mr Melancholy                | -                      | Sue Rider        | La Boite Theatre      | junto a Delene Butland, Irena Haze & Scott Witt                      |
| 1996 | Bouncers                     | -                      | Lewis Jones      | La Boite Theatre      | junto a Paul Denny, Dirk Hunter & Scott Witt                         |
| 1996 | Witches I and II             | -                      | Bryan Nason      | -                     | junto a Liesel Badorrek                                              |
| 1996 | A Doctor in Spite of Himself | -                      | Anthony Simcoe   | Woodward Theatre      | junto a Ben Blaylock, Rand Hennessy & Lewis Jones                    |
| 1995 | Christmas at Turkey Beach    | -                      | Aarne Neeme      | Suncorp Theatre       | junto a Andrew Buchanan, Helen O'Leary & Rebecca Riggs               |
| 1994 | Jacques and His Master       | -                      | Katherine Watson | -                     | junto a Peter Cosser, James Fitzgerald, Kate Shearer & Cate Wright   |
| 1993 | The Shaughraun or...         | -                      | Gale Edwards     | Suncorp Theatre       | junto a Bille Brown, Marcus Graham, Jonathan Hardy & Peter Lamb      |
| 1992 | Images de Moliere            | -                      | Simon Eine       | Parade Theatre        | junto a Cate Blanchett, Essie Davis & Anthony Simcoe                 |

## Premios y nominaciones
| Año  | Categoría                                     | Premio                          | Obra                      | Resultado |
| ---- | --------------------------------------------- | ------------------------------- | ------------------------- | --------- |
| 1997 | Best Actor                                    | Queensland New Filmmakers Award | The Oblong Box            | Ganó      |
| 1997 | Outstanding Achievement in Queensland Theatre | Matilda Award                   | Sweet Phoebe, Oz Shorts   | Ganó      |
| 1995 | Outstanding Achievement in Queensland Theatre | Matilda Award                   | Christmas at Turkey Beach | Ganó      |
| 1995 | Outstanding Achievement in Queensland Theatre | Matilda Award                   | Millfire                  | Ganó      |
| 1995 | Accolade Comedy Actor                         | Exposure Film Festival Award    | The Lotus Room            | Ganó      |